# Kỳ Sơn, Bảo Kê
Kỳ Sơn  (tiếng Trung phồn thể: 岐山縣, tiếng Trung giản thể: 岐山县, Hán Việt: Kỳ Sơn huyện) là một huyện thuộc địa cấp thị Bảo Kê, tỉnh Thiểm Tây, Trung Quốc. Huyện này có diện tích 855 km², dân số năm 2019 là 464.800 người, mã huyện 610323, mã bưu chính 722400, huyện lỵ đóng tại trấn Phượng Minh. Huyện Kỳ Sơn được chia thành 9 trấn.